# Пяскув
Пяскув (пол. Piasków) — село в Польщі, у гміні Сенно Ліпського повіту Мазовецького воєводства.
Населення — 46 осіб (2011).
У 1975—1998 роках село належало до Радомського воєводства.

## Демографія
Демографічна структура станом на 31 березня 2011 року:
|          | Загалом | Допрацездатний вік | Працездатний вік | Постпрацездатний вік |
| -------- | ------- | ------------------ | ---------------- | -------------------- |
| Чоловіки | 19      | 3                  | 14               | 2                    |
| Жінки    | 27      | 5                  | 13               | 9                    |
| Разом    | 46      | 8                  | 27               | 11                   |